# St. Marys (rzeka)
St. Marys (ang. St. Marys River lub St. Mary’s River, fr. rivière Sainte-Marie) – rzeka w Ameryce Północnej, o długości 120 km, łącząca Jezioro Górne z jeziorem Huron. Wzdłuż rzeki biegnie granica między USA i Kanadą.
Jest częścią Drogi Wodnej Świętego Wawrzyńca. Bystrza rzeki pomiędzy miastami Sault Ste. Marie w USA oraz Sault Ste. Marie w Kanadzie, na których poziom wody spada o 21 stóp (6,4 m), są omijane długim na 2,6 km kanałem, zwanym St. Marys Falls Canal z zespołem dwóch podwójnych śluz Soo po stronie amerykańskiej.